# Ноеполи
Ноеполи (итал. Noepoli) је насеље у Италији у округу Потенца, региону Базиликата.
Према процени из 2011. у насељу је живело 823 становника. Насеље се налази на надморској висини од 648 м.

## Становништво
Према резултатима пописа становништва 2011. у општини је живело 974 становника.
| 1931. | 1936. | 1951. | 1961. | 1971. | 1981. | 1991. | 2001. | 2011. |
| ----- | ----- | ----- | ----- | ----- | ----- | ----- | ----- | ----- |
| 1.960 | 2.055 | 2.293 | 2.232 | 1.817 | 1.589 | 1.348 | 1.189 | 974   |